# Шор-Джами
Шор-Джами — мечеть постройки времён позднего Крымского ханства в центре Карасубазара. После установления в Крыму советской власти мечеть была закрыта, а в 1977—1980-х годах снесена.
Как объект архитектуры исследовалась в середине 1920-х годов экспедицией под руководством архитектора и реставратора Б. Н. Засыпкина и Научной экспедиции по изучению татарской культуры под руководством У. А. Боданинского.

## Архитектура
Пятничная мечеть Шор-Джами располагалась в центре средневекового Карасубазара, ныне это район улицы Бекира Чобан-заде. Постройка предположительно начало XVIII века. Напротив Шор-джами был базарчик, рядом — средневековый караван-сарай Таш-Хан. Во дворе мечети был родник, названный Денъиз къулагъы (Морское ухо).

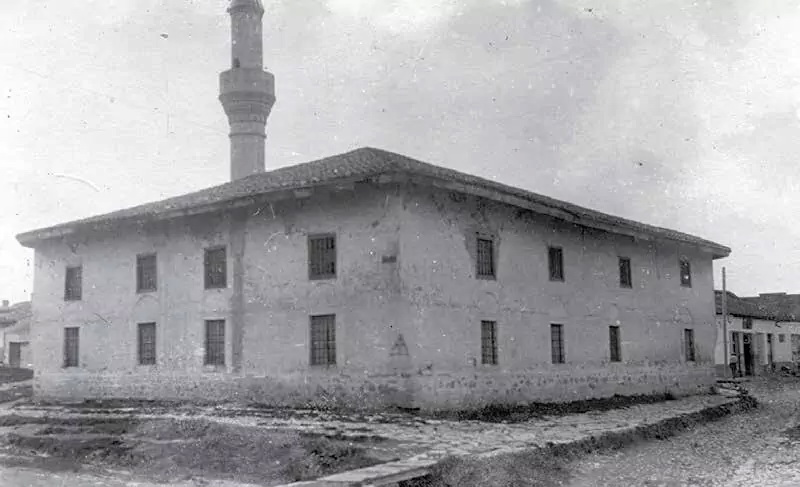
По состоянию на 1925 год

В плане мечеть представляла прямоугольник, разбитый на две части. Передняя часть нартекс. Основное помещение мечети было трехнефное, деревянное, перекрытие которой поддерживалось 6 арками, по 3 в каждом ряду, имеющих определённо выраженную килевидную форму и оперяющихся на восьмигранные каменные колонны. Между арок размещались круглые окна в османской стилистике. Проём каждого окна был обложен крупным тесаным камнем. В окнах были вставлены железные решётки с кулачками.
Южная торцовая сторона имела михраб. Южная, восточная и западная стены имели по 4 окна. Северная стена имела входную дверь и два окна. На них были высечены профиля наличника. Все четыре угла имели срезы 45˚ на высоте человеческого роста, которые играли декоративную роль. Минарет новейших форм.
Некоторые сведения о мечети есть в материалах этнографической экспедиции, проходившей с 25 июля — 10 сентября 1925 года, в ходе Научной экспедиции по изучению татарской культуры, организованной КрымЦИКом и СНК Крымской АССР. Участниками являлись У. А. Боданинский (руководитель), О.-Н. А. Акчокраклы, А. Рефатов, А.-Р. Челебиев, А.-Х. Кадыэскеров, С. Абдуль-Рагим. Подробности осмотра памятников города отражены в дневниковых записях У. А. Боданинского, также ныне в фондах БИКАМЗ. Отмечено, что «все памятники татарского искусства Карасубазара заслуживают большего внимания, чем это было до сих пор. Находятся все они без исключения в самом трагическом состоянии». В помещении мечети Шор-Джами была обнаружена мраморная доска с именем визиря Сефера Гази-ага, снятая со стены Верхнего Таш-хана. Текст был записан и переведен О.-Н. А. Акчокраклы в «дорожном альбоме» У. А. Боданинского (до настоящего момента не выявлен).
До войны здание использовалось как спортзал. Минарет был снесён. В 1977—1980 годах мечеть была снесена полностью, на её месте в настоящее построено здание телеателье.